# Livro Branco da Defesa Nacional (Brasil)
O Livro Branco da Defesa Nacional do Brasil, LBDN, é uma publicação oficial do governo brasileiro criado pela Lei Complementar nº 136, de 25 de agosto de 2010, e lançado em 2012. Trata de assuntos referentes a defesa nacional e de competências do Ministério da Defesa, sobre os objetivos, avanços e desafios da sociedade brasileira em sua correlação no mundo em matéria de defesa nacional e foi publicado em português, espanhol e em inglês.

## História
O livro tem sua nascença legal com a Lei Complementar nº 136, de 25 de agosto de 2010 que alterou artigos da Lei Complementar no 97, de 9 de junho de 1999. Em 2003, no Governo Lula, na Mensagem Presidencial ao Congresso Nacional, o capitulo 30 menciona que o Ministério da Defesa, naquele ano,  promoveria a atualização da Política de Defesa Nacional, revigorar o debate sobre temas estratégicos com a sociedade civil e elaborar um Livro Branco
de Defesa.
Em 2011, no Governo Dilma, o decreto presidencial Nº 7.438, de 11 de fevereiro, estabeleceu princípios e diretrizes para criação e elaboração do Livro Branco de Defesa Nacional e instituiu um Grupo de Trabalho Interministerial com o objetivo de elaborar estudos sobre temas pertinentes ao livro.

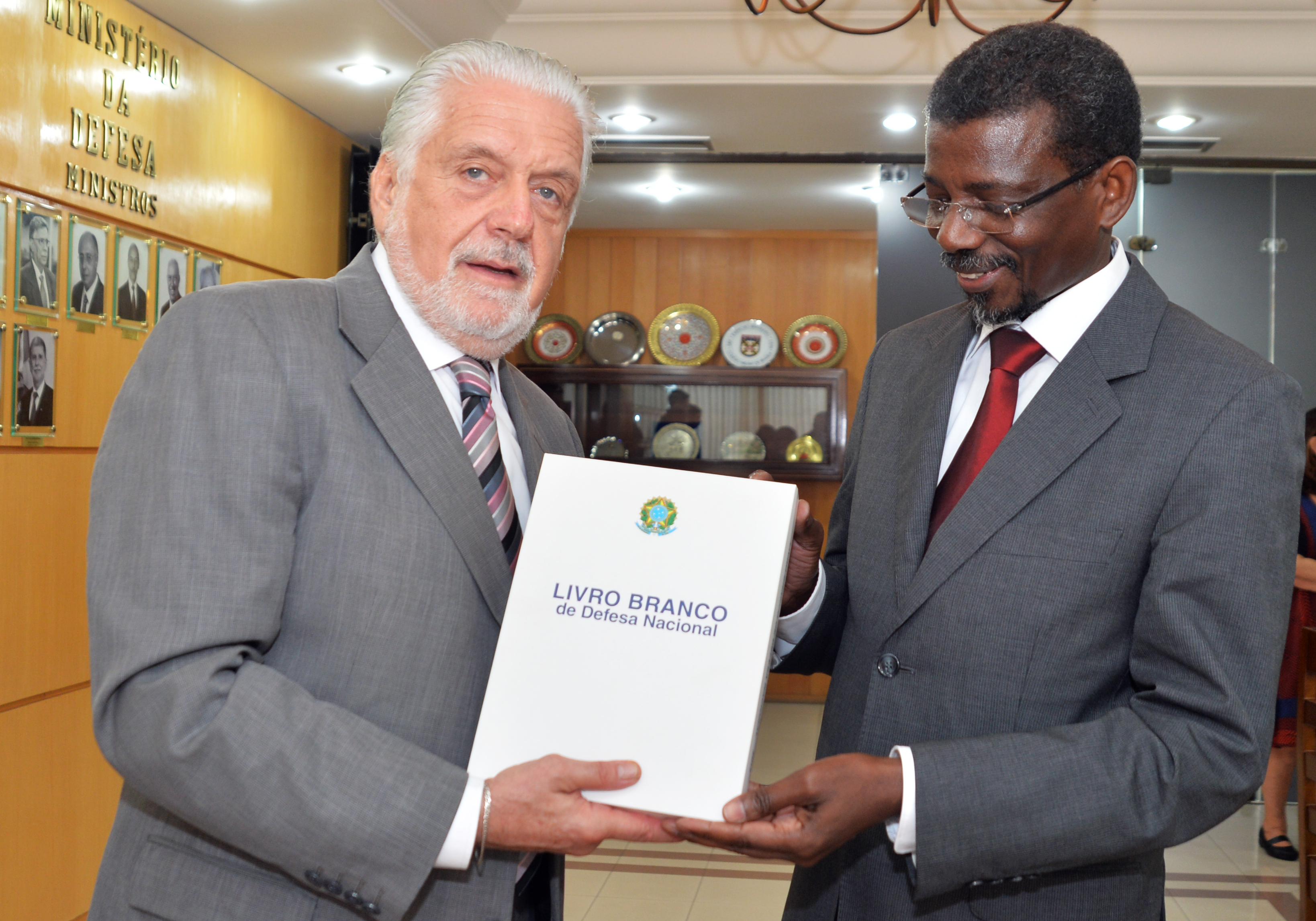
O livro em momento de Honras militares ao Ministro da Defesa de Cabo Verde, Rui Semedo na gestão de Jaques Wagner no Ministério da Defesa.

Em 17 de dezembro de 2018, no governo Temer, o Diário Oficial da União publica o decreto legislativo nº 179, 14 de dezembro de 2018 aprovando a atualização da Política Nacional de Defesa, a Estratégia Nacional de Defesa e do Livro Branco de Defesa Nacional.

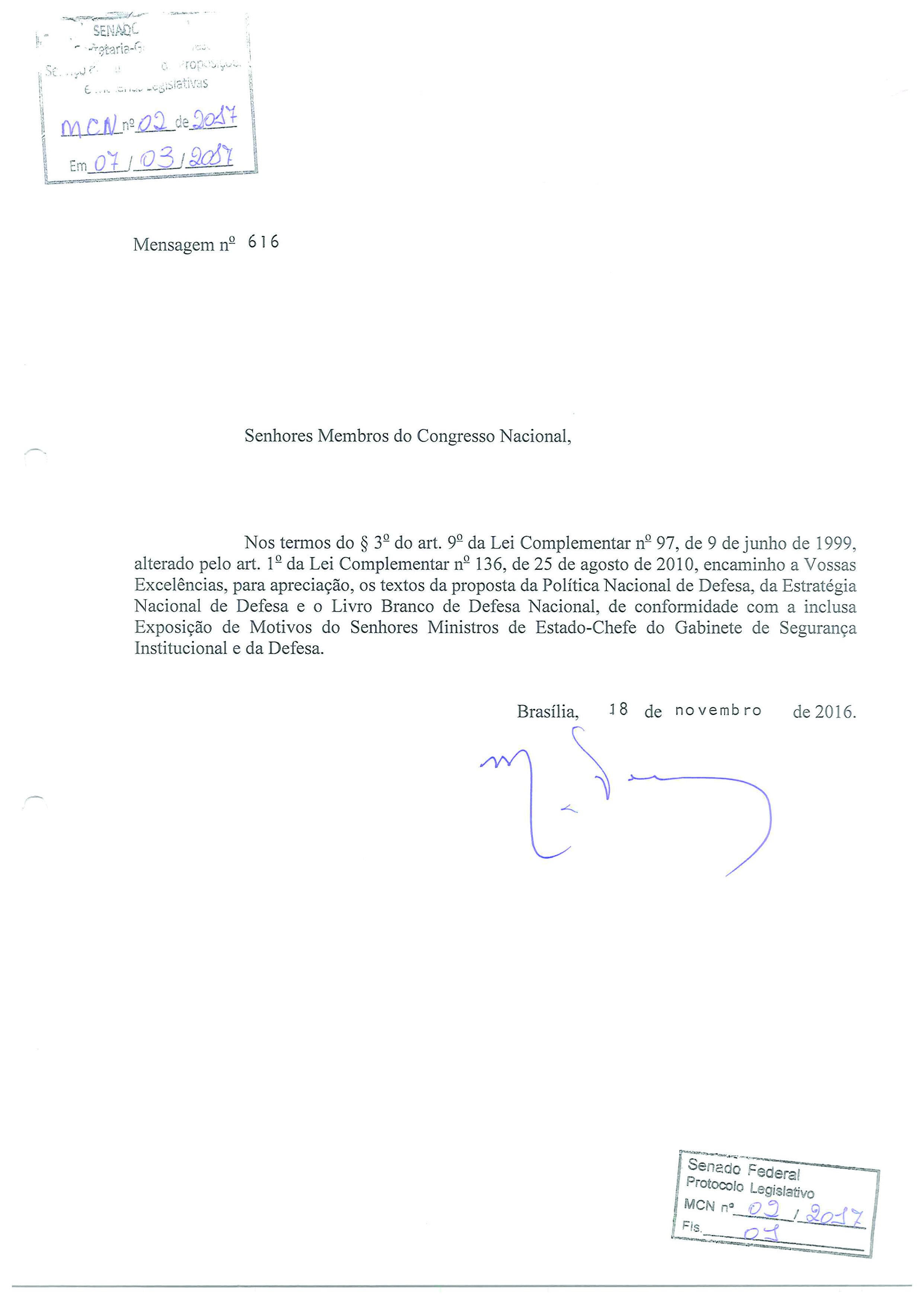
Mensagem do Presidente da República nº 616, de 18 de novembro de 2016, enviando ao Congresso Nacional as atualizações da Política de Defesa Nacional.

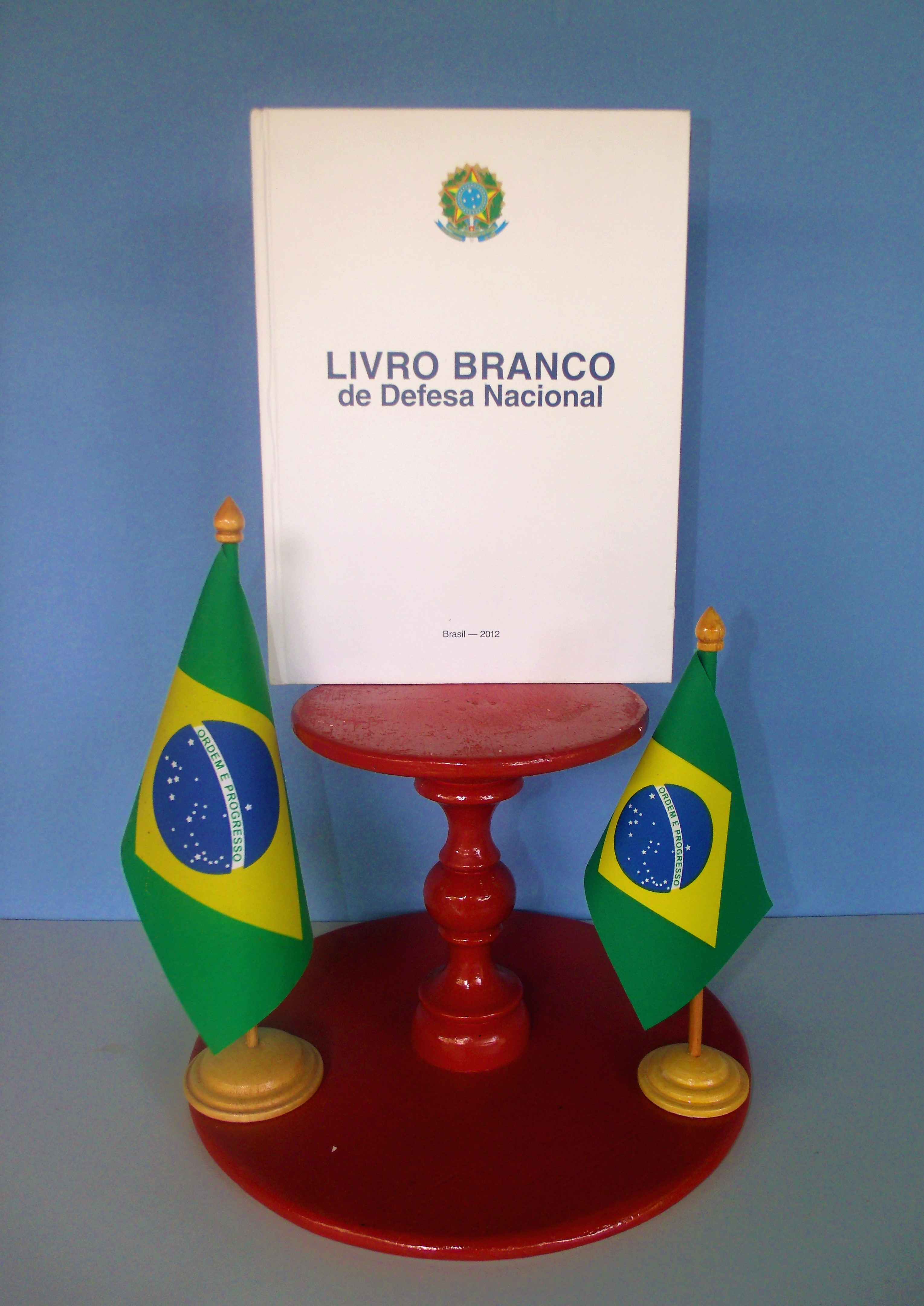
Edição em língua portuguesa.

## Tópicos do Livro
A LC 136/2010 dispõe que o livro deverá conter dados estratégicos, orçamentários, institucionais e materiais detalhados sobre as Forças Armadas, abordando os seguintes tópicos:
- I - cenário estratégico para o século XXI;

- II - política nacional de defesa;

- III - estratégia nacional de defesa;

- IV - modernização das Forças Armadas;

- V - racionalização e adaptação das estruturas de defesa;

- VI - suporte econômico da defesa nacional;

- VII - as Forças Armadas: Marinha, Exército e Aeronáutica;

- VIII - operações de paz e ajuda humanitária.